# برونسویل (اورگن)
برونسویل (به انگلیسی: Brownsville) شهری در شهرستان لین ایالت اورگن است و در سرشماری سال ۲۰۱۱ میلادی، ۱٬۶۶۸ نفر جمعیت داشته که نسبت به سال ۲۰۱۰، ۰٫۱۲ درصد رشد جمعیت داشته‌است.

## موقعیت جغرافیایی
موقعیت جغرافیایی شهرها و مناطق اطراف به شرح زیر است: